# True Love or True Lies?: Amantes o farsantes
True love or True lies?: Amantes o Farsantes es un programa de telerrealidad que es emitido actualmente por distintas cadenas de MTV. En un show donde viven seis parejas en el centro de Italia y así ellos elegir cual es la "Pareja Perfecta". Maya Jama es la anfitriona del show y Danny Dyer es el narrador. Dani Dyer fue la anfitriona en la segunda temporada.

## Temporadas
| Año  | Temporada | Ubicación       | Episodios | ¿Pareja Real Ganadora? | Dinero Ganado |
| ---- | --------- | --------------- | --------- | ---------------------- | ------------- |
| 2018 | 1         | Venecia, Italia | 10        | No                     | £90.000       |
| 2019 | 2         | Malta           | 12        | Si                     | £40.000       |

### Temporada 1 (2018)
Artículo Principal: True Love or True Lies?: Amantes o Farsantes (temporada 1)
La primera temporada se estrenó el 7 de agosto de 2018, tiene un total de 10 episodios transmitidos entre las 19:00 y 20:00 a horario inglés y hispanoamericano. Seis parejas se enfrentan para demostrar que su relación es la mejor. No saben que hay mentirosos entre ellos, personas que no están en una relación ¡que ni siquiera son parejas!, ¿podrán averiguar quienes son los mentirosos?. Liv & Louis Shaw fueron los ganadores de £90,000.

### Temporada 2 (2019)
Artículo Principal: True Love or True Lies?: Amantes o Farsantes (temporada 2)
La segunda temporada de renovó el 17 de septiembre de 2018, estrenándose el 21 de octubre de 2019, tuvo un total de 12 episodios, en MTV Latinoamérica el programa contó con los comentarios de los participantes del reality mexicano Acapulco Shore, Luis Méndez y Manelyk González. A diferencia de la primera temporada, esta contó inicialmente con ocho parejas. Poppy Moran y Parisa Tarjoman fueron las ganadoras de £40,000.

#### Otras Apariciones
Los competidores también han participado en otros programa de televisión.
- Beauty and the Geek
  - Emily Craig - Temporada 5 (2013) - Ganadora
- The X Factor
  - Parisa Tarjoman - Temporada 11 (2014) - 10°Eliminada
- Love Island Australia
  - Kory Grant - Temporada 1 (2018) - 9°Eliminado
- Geordie Shore
  - Louis Shaw - Temporada 21- (2020-presente)